# Белдно
Белдно (пол. Bełdno) — село в Польщі, у гміні Жеґоцина Бохенського повіту Малопольського воєводства.
Населення — 278 осіб (2011).
У 1975-1998 роках село належало до Тарновського воєводства.

## Демографія
Демографічна структура станом на 31 березня 2011 року:
|          | Загалом | Допрацездатний вік | Працездатний вік | Постпрацездатний вік |
| -------- | ------- | ------------------ | ---------------- | -------------------- |
| Чоловіки | 138     | 37                 | 85               | 16                   |
| Жінки    | 140     | 29                 | 76               | 35                   |
| Разом    | 278     | 66                 | 161              | 51                   |